# August Carl Thiele

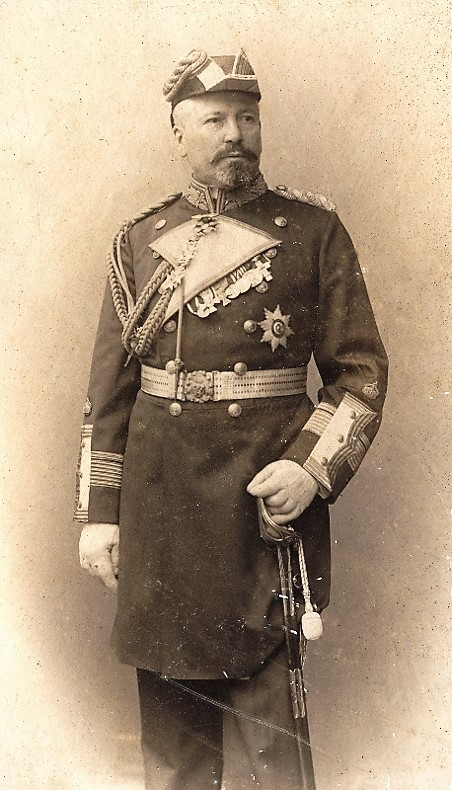
Konteradmiral August Carl Thiele, 18. September 1902

August Adolph Carl Thiele (* 26. April 1852 in Hanau; † 14. Februar 1912 in Hannover) war ein deutscher Konteradmiral der Kaiserlichen Marine.

## Leben
Am 26. April 1868 trat August Thiele in die Norddeutsche Bundesmarine ein.
Am 2. April 1889 übernahm er die neu in Dienst gestellte Sperber. In dieser Position wurde er am 20. April 1889 Korvettenkapitän befördert und beendete mit der Außerdienststellung des Schiffes am 7. Juni 1889 das Kommando.
Im April/Mai 1894 und erneut von Juli bis September 1894 war er Kommandant der Frithjof. Anschließend wurde er Kommandant des Schulschiffs Blücher. Als Kapitän zur See (Beförderung am 18. März 1895) war er von September 1895 Kommandant der Stosch, welche in der ostamerikanischen Station stationiert war. Anschließend war er nach der Grundüberholung des Schiffes vom 22. April 1897 bis 12. April 1898 Kommandant der Charlotte. Er wurde Kommandeur der I. Matrosendivision und war in dieser Kommandierung bis September 1900. Anschließend war er bis zur erneuten Außerdienststellung im Mai 1901 Kommandant der Kaiser Friedrich III. Von der Indienststellung im Mai 1901 war er bis Oktober 1901 Kommandant der Kaiser Wilhelm der Große. Anschließend war er bis September 1902 erneut Kommandant der Kaiser Friedrich III. Am 18. September 1902 wurde er zum Konteradmiral befördert. Bis Anfang 1904 stand er zur Verfügung des Chefs der Marinestation der Ostsee. Im August/September 1903 war er in Vertretung Chef der Marinestation der Ostsee. Am 9. Januar 1904 wurde er zur Disposition gestellt.
Thieles Sohn war der spätere Vizeadmiral August Thiele.